# Giáo phận Vinh
Giáo phận Vinh (tiếng Latin: Dioecesis Vinhensis) là một giáo phận Công giáo Rôma tại phía Bắc miền Trung Việt Nam.
Địa bàn giáo phận Vinh tương ứng với tỉnh Nghệ An, có diện tích là 16.499 km² và cho đến năm 2018, 108 giáo xứ, 3 giáo họ độc lập, 4 giáo điểm, trên 377 giáo họ, với 179 linh mục đã bao gồm 11 linh mục dòng, 1.414 tu sĩ nam nữ, 142 chủng sinh, 30 tiền chủng sinh. Tính đến năm 2020, số giáo dân trên địa bàn là 296.636 trong tổng số 3.400.000 dân cư, chiếm 8,72% dân cư. Giáo phận được phân chia thành 14 giáo hạt. Số liệu tính đến hết năm 2023, giáo phận có 308.373 giáo dân, với 266 linh mục (212 triều và 56 dòng), hơn 2000 tu sĩ.
Giáo phận được quản lý bởi giám mục chính tòa Anphong Nguyễn Hữu Long, (từ 2019) và giám mục phụ tá Phêrô Nguyễn Văn Viên (từ 2013).

## Lịch sử
Năm 1707, theo báo cáo của Giám mục Jacques de Bourges, Đại diện Tông tòa Tây Đàng Ngoài, tình hình giáo dân ở xứ Nghệ An là 3.000 người, do linh mục Bảo Lộc Tri coi sóc; ở Bố Chánh là 4.000 người, do linh mục Giuse Phước coi sóc.
Ngày 27 tháng 3 năm 1846, Hạt đại diện tông tòa Nam Đàng Ngoài được thành lập, tách từ Hạt đại diện tông tòa (Địa phận) Tây Đàng Ngoài. Ngày 15 tháng 8 năm 1892, Giám mục Louis Pineau Trị làm lễ cung hiến địa phận cho Đức mẹ. Năm đó, địa phận có 1 Giám mục, 31 thừa sai, 72 linh mục Việt Nam, 224 thầy giảng, 16 đại chủng sinh, 200 tiểu chủng sinh, 175 nữ tu, 88.227 giáo dân, 56 giáo xứ, 514 giáo họ và 300 nhà thờ.
Ngày 3 tháng 12 năm 1924, tất cả các Hạt đại diện tông tòa (địa phận) ở Việt Nam đổi tên theo địa bàn hành chính nơi đặt tòa Giám mục, nên địa phận Tông tòa Nam Đàng Ngoài đổi thành địa phận Vĩnh, về sau được gọi là địa phận Vinh, do Giám mục André Léonce Joseph Eloy Bắc coi sóc. Bấy giờ, địa phận có một Giám mục, 35 linh mục Việt Nam, 4 thừa sai, 75 thầy giảng, 69 chủng sinh, 220 nữ tu, 18 giáo xứ và 66.350 giáo dân.
Ngày 24 tháng 11 năm 1960, Tòa Thánh thành lập Hàng Giáo phẩm Việt Nam và nâng các Hạt đại diện tông tòa (địa phận tông tòa) trở thành các giáo phận. Địa phận Vinh cũng được nâng lên hàng giáo phận vào ngày này và thuộc Giáo tỉnh Hà Nội. Tháng 5 năm 2006, Giáo phận Vinh tiếp nhận khu vực Nam Quảng Bình phần hữu ngạn sông Gianh – sông Son từ Tổng giáo phận Huế.
Ngày 22 tháng 12 năm 2018, Giáo hoàng Phanxicô thiết lập giáo phận Hà Tĩnh với địa giới hai tỉnh Hà Tĩnh và Quảng Bình trên cơ sở chia tách giáo phận Vinh đồng thời bổ nhiệm Giám mục Anphong Nguyễn Hữu Long, đang là giám mục Phụ tá giáo phận Hưng Hóa làm giám mục chính tòa giáo phận Vinh. Giám mục Phaolô Nguyễn Thái Hợp, đang là Giám mục Vinh được bổ nhiệm làm giám mục tiên khởi giáo phận Hà Tĩnh. Địa giới giáo phận Vinh từ thời điểm này nằm gọn trong tỉnh Nghệ An.
Địa giới giáo phận: phía bắc giáp giáo phận Thanh Hóa, phía nam giáp giáo phận Hà Tĩnh, phía đông giáp vịnh Bắc Bộ, phía tây giáp Hạt Đại diện Tông tòa Viêng Chăn và Hạt Đại diện Tông tòa Savannakhet (Lào).

## Các giáo hạt và giáo xứ
Địa giới giáo phận: phía bắc giáp giáo phận Thanh Hoá, phía nam giáp giáo phận Hà Tĩnh, phía đông giáp vịnh Bắc Bộ, phía tây giáp Hạt Đại diện Tông tòa Savannakhet (Lào), phía tây bắc giáp Hạt Đại diện Tông tòa Viêng Chăn (Lào).
Giáo phận Vinh tính đến 08/2025 có 15 giáo hạt, khoảng 131 giáo xứ
- Giáo Hạt chính tòa Xã Đoài (Đông nam Nghệ An)

1. Chính Tòa Xã Đoài - Xã Nghi Lộc (sở hạt)
2. Bố Sơn - Xã Nghi Lộc
3. Làng Nam - Xã Nghi Lộc
4. Ngọc Liễn - Xã Nghi Lộc
5. Tân Yên - Xã Nghi Lộc
6. Thượng Lộc - Xã Nghi Lộc
7. Trung Hậu - Xã Nghi Lộc

- Giáo Hạt Cầu Rầm (Đông nam Nghệ An)

1. Cầu Rầm - Phường Thành Vinh (sở hạt)
2. Kẻ Gai - Xã Hưng Nguyên
3. Thượng Khê - Xã Hưng Nguyên
4. Hưng Thịnh - Xã Hưng Nguyên
5. Phúc Long - Xã Hưng Nguyên
6. Xuân Am - Xã Hưng Nguyên
7. Phúc Thịnh - Xã Hưng Nguyên
8. Phù Long - Xã Hưng Nguyên Nam
9. Yên Đại - Phường Vinh Phú
10. Phan Thôn - Phường Vinh Hưng
11. Trung Mỹ - Phường Vinh Hưng
12. Mỹ Hậu - Phường Vinh Hưng
13. Mỹ Dụ - Xã Lam Thành

- Giáo Hạt Cửa Lò (Đông nam Nghệ An)

1. Cửa Lò - Phường Cửa Lò (sở hạt)
2. Trang Cảnh - Phường Vinh Lộc
3. Đồng Vông - Xã Trung Lộc
4. Làng Anh - Phường Vinh Lộc
5. Lập Thạch - Xã Đông Lộc
6. Lộc Mỹ - Xã Trung Lộc
7. Tân Lộc - Phường Cửa Lò

- Giáo Hạt Trang Nứa (Đông nam Nghệ An)

1. Trang Nứa - Xã Yên Trung (sở hạt)
2. Bùi Ngõa - Xã Yên Trung
3. Đồng Sơn - Xã Yên Trung
4. Yên Thịnh - Xã Yên Trung
5. Thanh Phong - Xã Yên Trung
6. Thượng Thôn - Xã Yên Trung

- Giáo Hạt Phủ Quỳ (Đông bắc Nghệ An)

1. Cồn Cả - Xã Nghĩa Lộc (sở hạt)
2. Đồng Lèn - Xã Nghĩa Thọ
3. Đồng Tâm - Xã Nghĩa Khánh
4. Nghĩa Thành - Xã Nghĩa Đàn
5. Phú Xuân - Xã Quỳnh Tam
6. Vĩnh Giang - Xã Nghĩa Lộc
7. Tân Bình (giáo điểm)
8. Kim Sơn (giáo điểm)
9. Xuân Hợp (giáo điểm)
10. Tri Lễ (giáo điểm)

- Giáo Hạt Đông Tháp (Đông Nghệ An)

1. Đông Tháp - Xã Đức Châu (sở hạt)
2. Bến Đén - Xã Đức Châu
3. Đông Kiều - Xã Hải Châu
4. Nghi Lộc - Xã Minh Châu
5. Phi Lộc - Xã Minh Châu
6. Phú Linh - Xã An Châu
7. Trung Song - Xã An Châu
8. Vạn Phần - Xã Đức Châu
9. Xuân Phong - Xã Diễn Châu
10. Yên Lý - Xã Hùng Châu

- Giáo Hạt Bảo Nham (Trung tâm Nghệ An)

1. Bảo Nham - Xã Hợp Minh (sở hạt)
2. Cẩm Sơn - Xã Bạch Hà
3. Hội Yên - Xã Văn Kiều
4. Lâm Xuyên - Xã Quan Thành
5. Lưu Mỹ - Xã Bạch Hà
6. Mỹ Khánh - Xã Vân Tụ
7. Ngọc Long - Xã Vân Tụ
8. Rú Đất - Xã Hợp Minh
9. Thanh Tân - Bạch Hà
10. Bắc Thịnh (giáo họ độc lập) - Xã Văn Kiều

11. Phú Trung - Xã Vân Tụ
- Giáo Hạt Bột Đà (Nam Nghệ An)

1. Bột Đà - Xã Đô Lương (sở hạt)
2. Sơn La - Xã Thuần Trung
3. Trung Hòa - Xã Cát Ngạn
4. Đại Yên - Xã Đại Đồng
5. Xuân Sơn (giáo họ độc lập) - Xã Văn Hiến

- Giáo Hạt Vạn Lộc (Nam Nghệ An)

1. Quy Chính - Xã Vạn An (sở hạt)
2. Vạn Lộc - Xã Vạn An
3. Bàn Thạch - Xã Kim Bảng
4. Yên Lạc - Xã Đại Huệ
5. Mô Vĩnh - Xã Hoa Quân
6. Phúc Yên - Xã Xuân Lam
7. Thượng Nậm - Xã Kim Liên
8. Trang Đen - Xã Nam Đàn
9. Văn Thành - Xã Bích Hào

- Giáo Hạt Nhân Hòa (Nghi Lộc)

1. Nhân Hòa - Xã Trung Lộc (sở hạt)
2. Bình Thuận - Xã Trung Lộc
3. La Nham - Xã Hải Lộc
4. Mẫu Lâm - Xã Phúc Lộc
5. Mỹ Yên - Xã Thần Lĩnh
6. Xuân Kiều - Xã Văn Kiều
7. Xuân Mỹ - Xã Thần Lĩnh
8. Trại Gáo - Xã Thần Lĩnh
9. Thanh Sơn - Xã Thần Lĩnh

- Giáo Hạt Thuận Nghĩa (Đông bắc Nghệ An)

1. Thuận Nghĩa - Xã Quỳnh Sơn (sở hạt)
2. Cầm Trường - Xã Quỳnh Anh
3. Hội Nguyên - Xã Quỳnh Lưu
4. Mành Sơn - Xã Quỳnh Phú
5. Phú Yên - Xã Quỳnh Phú
6. Song Ngọc - Xã Quỳnh Lưu
7. Tân Lập - Xã Quỳnh Lưu
8. Thuận Giang - Xã Quỳnh Lưu
9. Vĩnh Yên - Xã Quỳnh Lưu
10. Yên Lưu - Xã Quỳnh Lưu
11. Vạn Thủy - Xã Quỳnh Lưu

- Giáo Hạt Kẻ Dừa (Đông Nghệ An)

1. Kẻ Dừa - Xã Đông Thành
2. Phú Tăng - Xã Đông Thành
3. Đăng Cao - Xã Hùng Châu
4. Diệu Phúc - Xã Giai Lạc
5. Đồng Lạc - Xã Giai Lạc
6. Đức Lân - Xã Giai Lạc
7. Phú Vinh - Xã Đông Thành (sở hạt)
8. Phúc Lộc - Xã Bình Minh
9. Vĩnh Hòa - Xã Yên Thành
10. Phi Lộc - Xã Minh Châu
11. Hòa Bình - Xã Giai Lạc

- Giáo Hạt Quy Hậu (Trung tâm Nghệ An)

1. Quy Hậu - Xã Tân Kỳ (sở hạt)
2. Đạo Đồng - Xã Quang Đồng
3. Đồng Kén - Xã Vân Du
4. Hậu Thành - Xã Vân Du
5. Làng Rào - Xã Tân Kỳ
6. Tân Diên - Xã Tiên Đồng

- Giáo Hạt Vàng Mai (Đông bắc Nghệ An)

1. Thanh Dạ - Xã Quỳnh Anh (sở hạt)
2. Cự Tân - Xã Quỳnh Anh
3. Dĩ Lệ - Phường Tân Mai
4. Hiền Môn - Xã Quỳnh Anh
5. Lộc Thủy - Xã Quỳnh Anh
6. Sơn Trang - Phường Hoàng Mai
7. Tân Thanh - Xã Quỳnh Anh
8. Thanh Xuân - Xã Quỳnh Anh
9. Xuân An - Phường Quỳnh Mai
10. Yên Hòa - Phường Hoàng Mai

- Giáo hạt Dừa Lãng (Tây Nghệ An)

1. Đồng Lam - Xã Nhân Hòa
2. Lãng Điền - Xã Anh Sơn
3. Quan Lãng - Xã Vĩnh Tường (sở hạt)
4. Yên Lĩnh - Xã Yên Xuân
5. Cây Chanh - Xã Nhân Hòa (chưa tái lập)
6. Con Cuông (giáo họ độc lập) - Xã Con Cuông

### Nhà thờ chính tòa và Tòa Giám mục
-Nhà thờ chính tòa Xã Đoài, xã Diên Hoa, huyện Nghi Lộc, tỉnh Nghệ An
-Tòa giám mục Xã Đoài -Giáo phận Vinh, xã Diên Hoa, huyện Nghi Lộc, tỉnh Nghệ An

### Các nhà thờ lớn và Thánh địa hành hương
- Trung tâm hành hương thánh Antôn Padova, Giáo xứ Trại Gáo, xã Nghi Phương, huyện Nghi Lộc, tỉnh Nghệ An.
- Trung tâm hành hương Đức Mẹ Lộ Đức, Giáo xứ Bảo Nham, xã Bảo Thành, huyện Yên Thành, tỉnh Nghệ An.
- Đền thờ Thánh Phê-rô Hoàng Khanh, Giáo xứ Trung Hậu, xã Diên Hoa, huyện Nghi Lộc, tỉnh Nghệ An
- Đền Thánh Phê-rô Vũ Đăng Khoa, Giáo xứ Thuận Nghĩa , xã Quỳnh Lâm. Huyện Quỳnh Lưu, tỉnh Nghệ An.

### Đại chủng viện, các tu viện và dòng tu trong Giáo phận
- Đại chủng viện Thánh Phanxicô Xaviê, Diên Hoa, Nghi Lộc, Nghệ An
- Nhà mẹ Hội Dòng Mến Thánh Giá Vinh tại xã Diên Hoa, huyện Nghi Lộc, tỉnh Nghệ An.
- Nhà mẹ Hội Dòng Thừa Sai Bác Ái Vinh tại xã Diên Hoa, Nghi Lộc, Nghệ An.
- Nhà mẹ Hiệp Hội nữ Đa - Minh Tin Mừng, Giáo phận Vinh, Giáo xứ Yên Đại, xã Nghi Phú, thành phố Vinh, tỉnh Nghệ An
- Nhà mẹ Hiệp Hội thánh Antôn Padova, Giáo phận Vinh, Giáo họ độc lập Xuân Sơn, huyện Đô Lương, tỉnh Nghệ An
- Dòng Thừa sai 12 thánh Tông đồ Gp Vinh, Yên Đại (Tp Vinh)
- Dòng nữ Carmel Giuse, giáo xứ Yên Đại, Tp Vinh
- Dòng chị em bác ái Thánh nữ Jeanne Antide Throured, Yên Đại (Tp Vinh)
- Dòng con Đức Mẹ phù hộ, giáo xứ Làng Anh,Nghi Anh -Nghi Lộc -Nghệ An
- Cộng đoàn dòng Thánh Phao- Lô, giáo xứ Lộc Mỹ, Nghi Quang, Nghi Lộc, Nghệ An
- Dòng nữ tử bác ái Thánh Vinh Sơn, giáo xứ Thanh Dạ, Quỳnh Thanh, Quỳnh Lưu, Nghệ An
- Dòng con Đức Mẹ vô nhiễm Huế, Giáo xứ Trung Hậu, Diên Hoa, Nghi Lộc, Nghệ An
- Dòng Ngôi Lời, Giáo xứ Vĩnh Giang, Nghĩa Lộc, Nghĩa Đàn, NA
- Dòng Đa-minh (nam), giáo xứ Bố Sơn, Nghi Vạn, Nghi Lộc, NA
- Tu hội truyền giáo thánh Vinh Sơn, giáo xứ Làng Nam, Nghi Trung, Nghi Lộc, NA
- Dòng Tên (Dòng Chúa Giê-su), giáo xứ Làng Anh, Nghi Anh, Nghi Lộc, NA
- Dòng Chúa Cứu Thế, giáo xứ Cửa Lò, Phường Nghi Thu, TP Vinh, NA
- Dòng Đức Mẹ Lên Trời, giáo xứ Phan Thôn, Nghi Kim, TP Vinh, NA
- Dòng Ngôi Lời, Giáo xứ Kẻ Gai, Hưng Tây, Hưng Nguyên, NA

## Các đời Giám mục quản nhiệm
| STT                                  | Tên                                  | Thời gian quản nhiệm                 | Ghi chú                              |
| Hạt Đại diện Tông tòa Nam Đàng Ngoài | Hạt Đại diện Tông tòa Nam Đàng Ngoài | Hạt Đại diện Tông tòa Nam Đàng Ngoài | Hạt Đại diện Tông tòa Nam Đàng Ngoài |
| ------------------------------------ | ------------------------------------ | ------------------------------------ | ------------------------------------ |
| 1 †                                  | Jean-Denis Gauthier Hậu              | 1846-1877                            | Giáo phận Nam Đàng Ngoài.            |
| 2 †                                  | Guillaume-Clément Masson             | 1848-1853                            |                                      |
| 3 †                                  | Yves-Marie Croc Hòa                  | 1866-1885                            |                                      |
| 4 †                                  | Louis-Marie Pineau Trị               | 1886-1910                            |                                      |
| 5 †                                  | François Belleville Thọ              | 1911-1912                            |                                      |
| 6 †                                  | André-Léonce-Joseph Eloy Bắc         | 1912-1924                            |                                      |
| Hạt Đại diện Tông tòa Vinh           |                                      |                                      |                                      |
|                                      | André-Léonce-Joseph Eloy Bắc         | 1924-1947                            |                                      |
| 7 †                                  | Gioan Baotixita Trần Hữu Đức         | 1951-1960                            |                                      |
| Giáo phận Vinh                       |                                      |                                      |                                      |
|                                      | Gioan Baotixita Trần Hữu Đức         | 1960-1971                            |                                      |
| 8 †                                  | Phaolô Nguyễn Đình Nhiên             | 1963-1969                            |                                      |
| 9 †                                  | Phêrô Maria Nguyễn Năng              | 1970-1971 de jure 1971-1978          |                                      |
| *                                    | Trống tòa                            | 1978-1979                            |                                      |
| 10 †                                 | Phêrô Gioan Trần Xuân Hạp            | 1979-2000                            |                                      |
| 11 †                                 | Phaolô Maria Cao Đình Thuyên         | 1992-2000 2000-2010                  |                                      |
| 12                                   | Phaolô Nguyễn Thái Hợp               | 2010-2018                            |                                      |
| 13                                   | Phêrô Nguyễn Văn Viên                | 2013-nay                             |                                      |
| 14                                   | Anphong Nguyễn Hữu Long              | 2018-nay                             |                                      |

Ghi chú:
- : Giám mục chính tòa
- : Giám mục phó, Giám mục phụ tá hoặc Giám quản Tông Tòa, Đại diện Tông Tòa

## Nhân vật Công giáo nổi bật
Thời Minh Mạng, Thiệu Trị, Tự Đức, nhiều thừa sai, linh mục, tu sĩ và giáo dân đã bị giết hại, trong số đó có 6 vị đã được Thánh Giáo hoàng Gioan Phaolô II phong thánh ngày 19 tháng 6 năm 1988.